# Amtsbürgermeister
De Amtsbürgermeister (Nederlands: Ambtsburgemeester) was in Zwitserland de benaming voor regeringsleiders van stad met omliggende bezittingen en gebieden of een kanton. De stad Sankt Gallen en haar bezittingen werden van 1699 tot 1798 bestuurd door Amtsbürgermeister. Het kanton Zürich werd van 1803 tot 1849 bestuurd door Amtsbürgermeister, evenzo het kanton Aargau, dat van 1815 tot 1831 werd bestuurd door Amtsbürgermeister.
In enkele Duitse steden wordt de burgemeester Amtsbürgermeister genoemd (bijvoorbeeld Kiel).